# Fabrizio Buonocore
Fabrizio Buonocore (Napoli, 28 aprile 1977) è un pallanuotista italiano, difensore del Napoli Nuoto.

## Biografia
È figlio di Alfonso Buonocore detto Fofò, anche lui nuotatore e pallanuotista professionista, due volte olimpionico. Si è laureato in economia e commercio all'Università degli Studi di Napoli Federico II. Vive con sua moglie e sua figlia a Napoli dove, oltre alla pallanuoto, esercita la professione di commercialista. Nel 2020 è fondatore della Napoli Nuoto.

## Carriera

### Club
È cresciuto nel settore giovanile della Canottieri Napoli, squadra della sua città natale e dove vive. Ha esordito in prima squadra nel corso degli anni novanta, imponendosi come uno dei migliori difensori italiani. Ha esordito in Serie A1 con la Canottieri Napoli nella Piscina Felice Scandone con l'allenatore Enzo D'Angelo raggiungendo una finale di Coppa Italia nel 1997-1998.
Successivamente è passato al Posillipo nel 2003, dove ha collezionato 318 presenze e segnato 228 reti, e con cui, grazie ad una rosa di livello allenata da Giuseppe Porzio, che annoverava tra gli altri Francesco Postiglione, Carlo Silipo, Nikola Janović, Vanja Udovičić, Maurizio Felugo, Fabio Bencivenga e Boris Zloković ha vinto uno scudetto nel 2003-2004 e una Coppa dei Campioni nel 2004-2005, oltre a raggiungere una finale di Coppa Italia ed una finale scudetto. Nel corso degli anni duemila il Posillipo si è reso protagonista di spettacolari duelli con la Pro Recco e fu proprio Buonocore a segnare la rete decisiva nella finale scudetto.
Nel gennaio 2013 torna a vestire la calottina della Canottieri Napoli in Serie A2 di cui diventa anche capitano aiutando i partenopei alla promozione in Serie A1 lo stesso anno e successivamente alla qualificazione alla LEN Euro Cup. Dopo aver lasciato la Canottieri Napoli nel 2018, è tornato in Serie A2 tra le file della Cesport Italia. Nel 2019 viene ingaggiato dalla Rari Nantes Arechi. Nel 2023 viene ingaggiato dal Napoli Nuoto, del quale  è anche dirigente.

### Nazionale
Con la Nazionale italiana, dove ha debuttato con il CT Ratko Rudić, ha partecipato ai Giochi olimpici estivi di Atene 2004 e di Pechino 2008, segnando tre reti. Ha vinto l'argento al campionato europeo di Budapest 2001 e ai Giochi del Mediterraneo, a Tunisi con il CT Sandro Campagna.
Nel 2003 arriva il grande piazzamento sul podio, al secondo posto, ai campionati mondiali di Barcellona dove il Settebello elimina in semifinale la grande favorita Serbia e Montenegro della stella Aleksandar Šapić. Negli anni successivi si piazza al secondo e al terzo posto ai Giochi del Mediterraneo di Almería e Pescara.

## Palmarès

### Club
- Campionato italiano: 1

Posillipo: 2003-2004
- Eurolega: 1

Posillipo: 2004-2005
- Supercoppa LEN: 1

Posillipo: 2005

### Nazionale
- Mondiali

Barcellona 2003: 
- Europei

Budapest 2001: 
- World League

New York 2003: 
- Giochi del Mediterraneo

Tunisi 2001: 
Almeria 2005: 
Pescara 2009: 